# John Timu
John Kahukura Raymond Timu (Dannevirke, 8 maggio 1969) è un ex rugbista a 13 e a 15 e imprenditore neozelandese, internazionale in entrambi i codici della disciplina; sia con la Nuova Zelanda a XIII che con quella a XV ha raggiunto la semifinale delle rispettive Coppe del Mondo. Dopo la fine della carriera sportiva è divenuto imprenditore nel ramo edile.

## Biografia
Proveniente da Dannevirke, nell'Isola del Nord della Nuova Zelanda, fu tuttavia in quella del Sud che ebbe il suo sviluppo di carriera, debuttando nel 1988 per la provincia rugbistica di Otago nel campionato nazionale.
Nel 1991 debuttò in un test match degli All Blacks a Buenos Aires contro l'Argentina e, con appena tre incontri internazionali alle spalle, fu incluso nella rosa che prese parte alla Coppa del Mondo di rugby 1991 in Inghilterra, al termine della quale concluse al terzo posto dopo avere perso la semifinale contro l'Australia.
Fino al 1994 fu nel rugby a 15, poi decise di diventare professionista nel 13 ai Canterbury Bulldogs, squadra australiana di Sydney; dopo due anni fu a Londra nei Broncos, squadra di Super League britannica.
Tra il 1995 e il 2000 rappresentò anche i Kiwis, la Nazionale neozelandese a XIII, con i quali raggiunse la semifinale nel 1995, sconfitto anche in questa occasione dall'Australia.
Ritiratosi nel 2000 a seguito di numerosi infortuni che ne avevano minato l'efficienza in campo, ha intrapreso da allora l'attività di imprenditore edile.